# آنتونیو اسپوزیتو (بازیکن فوتبال، زاده ۲۰۰۰)
آنتونیو اسپوزیتو (انگلیسی: Antonio Esposito؛ زادهٔ ۴ مهٔ ۲۰۰۰) بازیکن فوتبال اهل ایتالیا است.